# Музыкальное произведение

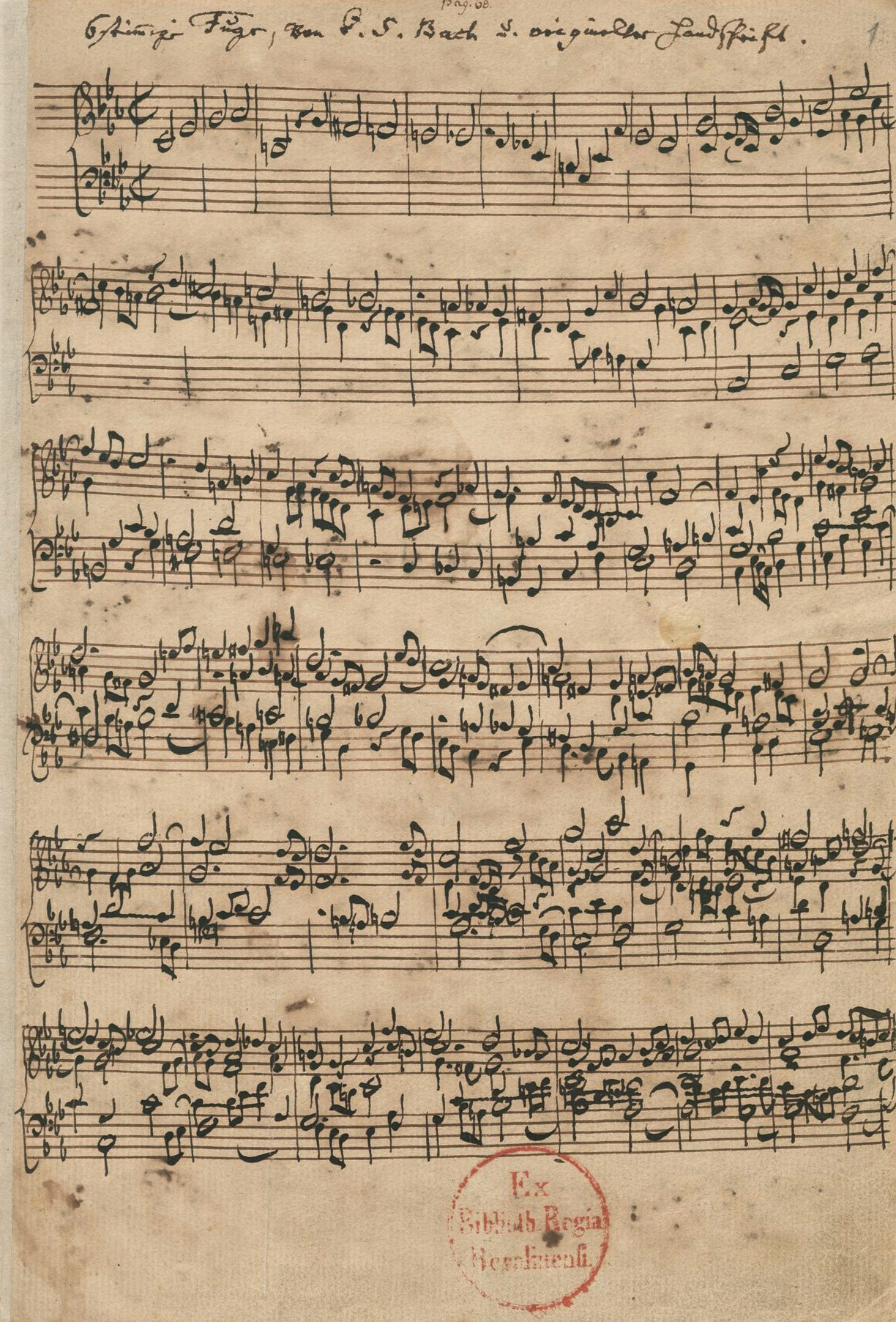
Пример музыкального произведения

Музыка́льное произведе́ние (опус) в широком смысле — всякая музыкальная пьеса, в том числе, народная песня или инструментальная импровизация. 
Также музыкальное произведение есть категория музыкальной эстетики, обозначающая ограниченный историческими и культурными рамками результат композиторской деятельности. Музыкальным произведениям свойственны внутренняя завершённость и мотивированность целого, индивидуализированность содержания и формы, за которыми стоит личность автора, детальная фиксация нотной (или другого типа) записи, предполагающая искусство исполнительской интерпретации.
Музыкальное произведение как понятие и как способ существования музыки откристаллизовалось сравнительно поздно. И. Г. Гердер и В. Гумбольдт считали законченность не свойственной музыке, определяя сущность последней понятием «деятельность» (Opus, Energia, Tätigkeit), а не «произведение» (Ergon, Werk). За подобным воззрением стояла длительная традиция осознания процессуальности искусства звуков. Адама из Фульды (1490) «преходящесть» музыкального времени заставила назвать музыку «размышлением о смерти». А. Бонавентура считал, что музыкальный опус может быть «красивым и полезным» (pulchrum et utile), но не «законченным» (stabile).
Позднее, когда нотный текст в общественном сознании был отождествлён с результатом композиторской деятельности, появилось представление о завершённости звукового целого. Для музыкального авангардизма характерен разрыв с традицией музыкальных произведений; оно заменяется «открытой формой», «событием», «акцией». В наши дни музыкальное произведение как индивидуальная целостность зачастую распадается в стереотипном, «конвейерном» производстве опусов, представляющих массовую музыкальную культуру (Шлягер).

## Нумерация
Практика нумерации опусов известна со 2-й половины XVII века. До конца XVIII века опусы использовали издатели для инструментальных произведений одного жанра, обычно по три, шесть или двенадцать штук (например, 6 органных концертов op. 4 Генделя; 12 сонат op. 2 Вивальди) для того, чтобы различать их. С конца XVIII века опусы стали использовать композиторы, чтобы помочь идентифицировать свои сочинения. Опусы обычно ставились по мере создания произведений или по мере их публикации. Однако некоторые композиторы использовали опусы непоследовательно или вообще не использовали. Такие композиторы, как Лист, Дебюсси, Барток и Стравинский вначале использовали, но потом прекращали практику нумерации своих изданий. Прокофьев назначал новые номера опусов даже к новым редакциям произведений (четвёртая симфония имеет два номера: 1-я редакция — op. 47; 2-я — op. 112) и неоконченным произведениям (десятая соната — op. 137).
Аббревиатура WoO (нем. Werke ohne Opuszahl) означает произведение без номера опуса. Этот термин применяется к безопусным произведениям Бетховена, Р. Шумана и Брамса и составлен музыковедами.
Латинский термин opus posthumum означает произведение, изданное после смерти композитора. Например, последние номера опусов Ф. Мендельсона, Шопена и Чайковского изданы и назначены после их смерти.
Поскольку перечень опусов не всегда может считаться полным каталогом сочинений данного композитора, каталоги иногда создают музыковеды. Существуют музыковедческие каталоги практически всех известных композиторов. Наиболее известные каталоги — это BWV (нем. Bach-Werke-Verzeichnis — перечень произведений И. С. Баха); KV (нем. Köchel-Verzeichnis — каталог произведений Моцарта, составленный Л. Кёхелем); RV (нем. Ryom-Verzeichnis — каталог сочинений Вивальди, составленный П. Риомом); D (каталог произведений Шуберта, составленный О. Дойчем); S (каталог произведений Листа, составленный Г. Сёрлом).
В России в значении слова «опус» также употребляется слово «сочинение» (соч.). Во Франции используется слово oeuvre, в Австрии и Германии — Werk.

## Виды музыкальных произведений
- Песня:
  - Ария;
  - Ариозо
  - Вокализ.
- Танцы:
  - Менуэт;
  - Сарабанда;
  - Полонез;
  - Вальс;
  - Полька.
- Месса[1];
- Легенда[2];
- Пьеса[3];
- Opera[4];
- Кассация[5];
- Музыкальная драма (Drama per musica)[6];
- Композиция[7];
- Ноктюрн;
- Прелюдия и фуга;
- Соната;
- Симфония;
- Концерт.